# Canal de Santillana

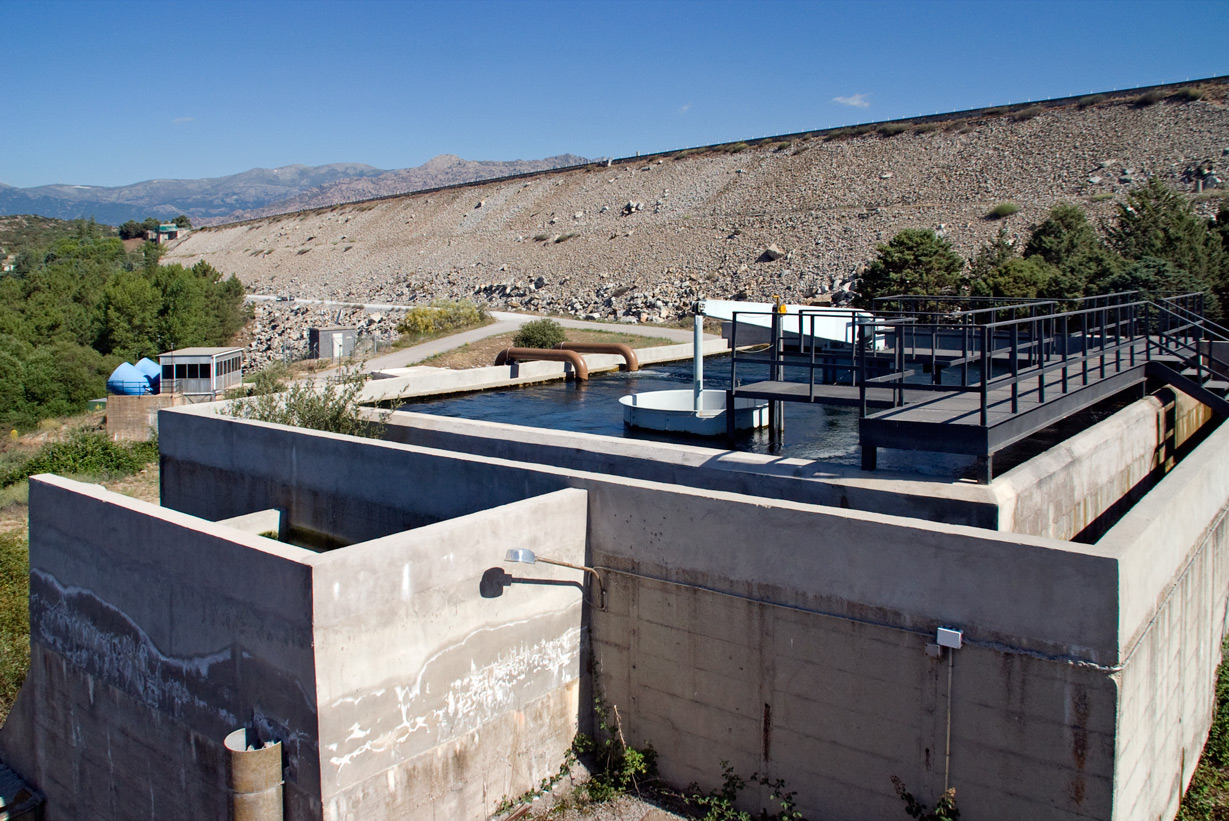
Sistema de regulación del nivel de entrada al Canal de Santillana

El Canal de Santillana es un canal de transporte de agua, en la actualidad propiedad del Canal de Isabel II, empresa que suministra el agua a Madrid, que enlaza el embalse de Manzanares el Real, también conocido como embalse de Santillana con el depósito de El Olivar, en la zona norte del núcleo urbano de Madrid, entroncando en este punto y en algunos anteriores con la red de distribución del Canal de Isabel II. Tiene una longitud de 36 km y una capacidad de conducción de 4,5 m³/s. Su entrada en servicio fue en el año 1.912, por parte de la empresa Hidráulica de Santillana, S.A.

## Historia
D. Joaquín de Arteaga y Echagüe Silva y Méndez de Vigo, Marqués de Santillana, constituye en 1.905 la sociedad anónima Hidráulica de Santillana. En el año 1900 había conseguido, mediante Ley del Ministerio de Fomento de 17 de abril de 1900, la concesión de 3 m³/s de agua del río Manzanares para el abastecimiento de la zona alta de Madrid y otros usos y con dicho respaldo construye el primitivo canal de Santillana, partiendo de la presa de El Grajal y posteriormente del embalse de Santillana o Manzanares el Real que se construye en 1.908, y una red de suministro en los barrios altos de Madrid. Estas instalaciones pudieron ser inauguradas en 1.908.
Durante años mantuvo diversos pleitos con el Canal de Isabel II, tanto por cuestiones de suministro de agua, como por cuestiones relativas a la producción y suministro de energía eléctrica de la que el Canal de Isabel II se convirtió en productor en 1912.
Finalmente en 1.930 el Marqués de Santillana vendió la mayor parte de sus acciones a Unión Eléctrica Madrileña y posteriormente, después de varios cambios en el accionariado de dicha compañía, el Canal de Isabel II se convirtió en el accionista mayoritario de Hidráulica de Santillana. Finalmente por decretos de 7/06/1963 y 25/02/1965 se concedió al Canal de Isabel II la adquisición de todas las instalaciones y recursos de Hidráulica de Santillana, por lo cual pasó a ser una empresa filial del Canal. Posteriormente en un intercambio de activos entre dichas compañías pasaron a ser propiedad del Canal estas instalaciones, mientras pasaron a manos de Hidráulica de Santillana las minicentrales que el Canal había construido en sus instalaciones.
Siendo ya una empresa del Canal de Isabel II, se procedió a la ampliación del canal de Santillana que solo era capaz de conducir a Madrid 600 l/s, en dos fases una en 1965 ampliando la capacidad a 2 m³/s, y otra en 1967 mediante la que se podía conducir hasta el Canal Alto, en Tres Cantos, 4,7 m³/s. Igualmente se procedió a la construcción de una nueva presa, adosada, aguas abajo, a la primitiva, que entró en funcionamiento en el año 1969 y duplicó la capacidad del embalse primitivo.

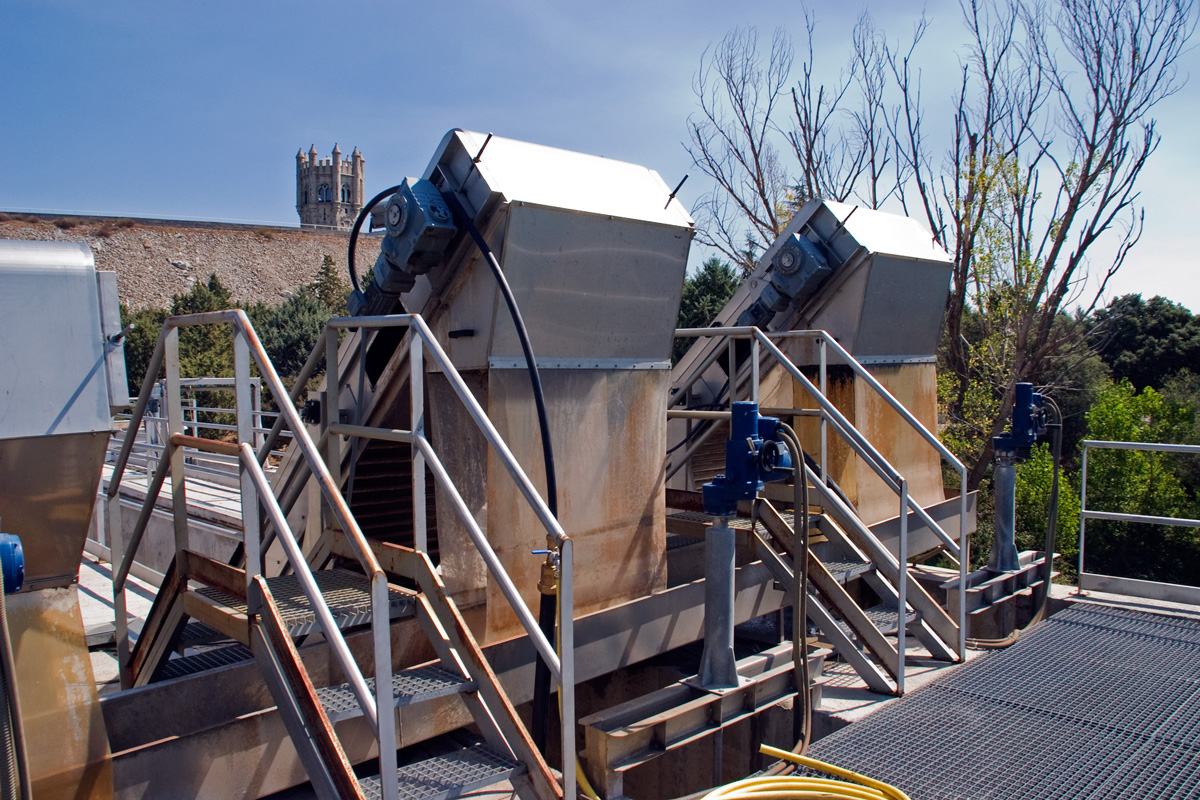
Filtro de algas al inicio del canal de Santillana.

No obstante en este embalse, al contrario de lo que ocurre en la mayoría de los del Canal de Isabel II, que son inicio de canales de abastecimiento, no se construyó torre de toma, si no una sola salida a unos 9 metros por encima del desagüe de fondo. Además la existencia de una especie de compartimento que se ha formado entre el embalse primitivo y el nuevo crea fenómenos extraños en la circulación del agua. Estos hechos, unidos a que este embalse presenta una eutrofización elevada, ha originado varios conflictos por el sabor y olor del agua procedente de él. Aunque se construyó una Estación de Tratamiento de Agua Potable, intercalada en el canal, en las proximidades de la presa, en 1972, en ocasiones no ha sido capaz de eliminar completamente estos problemas, dado que los consumidores de Madrid están habituados a un agua de excelente calidad y no se considera aceptable un agua que sí lo sería en otras localidades.
En el año 2007 se instaló un filtro de algas en el inicio del canal, y en 2008 se realizó, aparte de una ampliación de su fase de tratamiento de fangos, una modernización de su tratamiento de ozonización partiendo de oxígeno líquido y el añadido de un segundo sistema de filtrado, posterior al ya existente de filtros de arena, consistente en un tratamiento de afino con una filtración por carbón activo granulado, con la intención de neutralizar estos problemas. El proceso de la adjudicación del suministro de este carbón, que ha requerido ensayos de larga duración con los carbones ofertados y el agua del embalse, ha hecho que este sistema no haya podido entrar en funcionamiento hasta el año 2011. Un tratamiento similar instalado previamente en la ETAP de Pinilla, embalse con problemas similares, en cuanto a la calidad del agua, allí ha dado buenos resultados.

## Descripción detallada del trazado

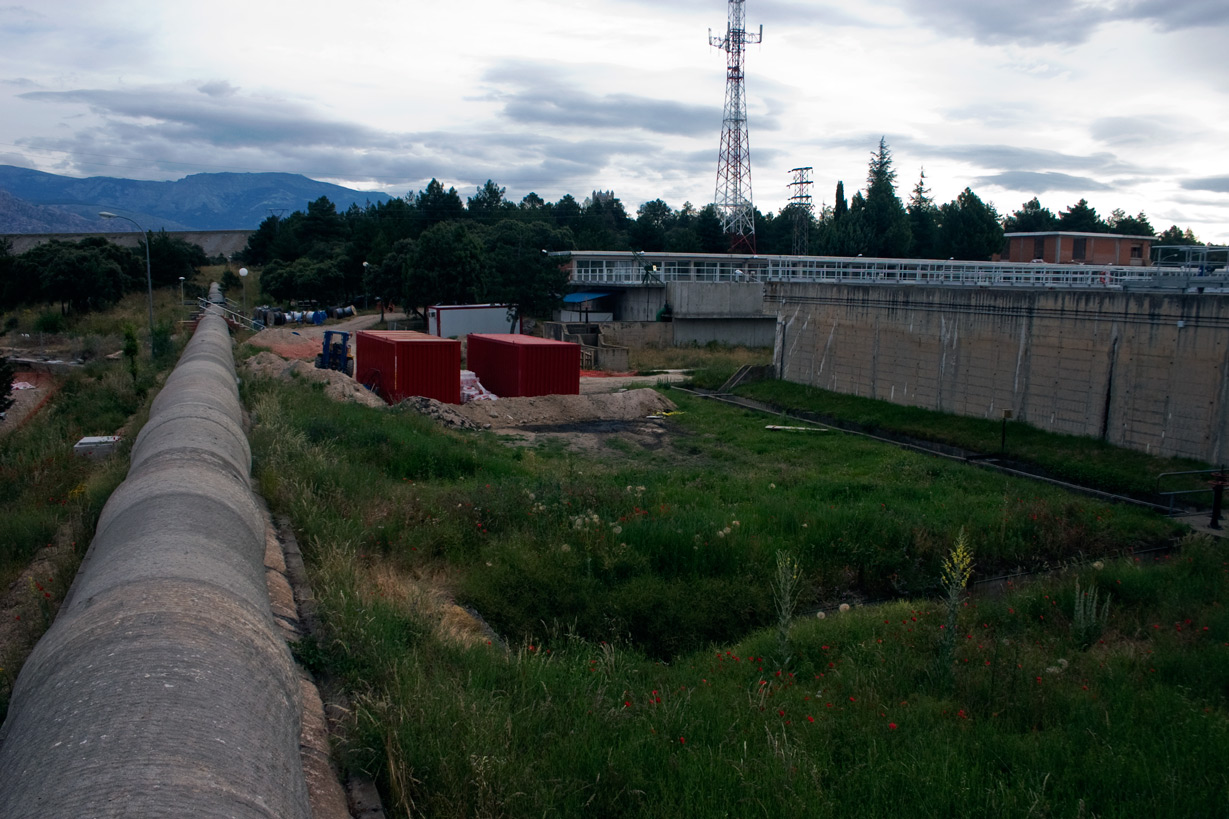
Tubo de conducción desde el embalse, al fondo, hasta la ETAP, a la derecha.

El canal toma el agua de un desagüe de la presa situado unos 9 metros por encima del de fondo y pasa al margen izquierdo del río. Allí se construyó un depósito con una válvula de flotador que después de romper la carga mantiene un nivel constante. A continuación el agua circula por unos 500 m de tubería de hormigón pretensado de 1,4 m de diámetro, entrando a la ETAP para su tratamiento. A la salida de la ETAP hay un bombeo que permite el suministro a Miraflores de la Sierra. En este punto el agua circula por un canal que inmediatamente, por un pequeño acueducto, salva el arroyo Navalmojón. El canal circula por la ladera del margen izquierdo del Manzanares, ganando altura sobre el río, a veces por alguna trinchera excavada, hasta llegar a la carretera de Colmenar a Cerceda, donde, un poco antes del antiguo puente, puente del Batán, existe una elevación que manda agua desde este canal hacía Villalba, generalmente como refuerzo de sus recursos propios durante el verano, al sistema CASRAMA, antiguo Consorcio de Abastecimiento de Agua de la Sierra de Guadarrama, actualmente integrado en el Canal de Isabel II.
Continua el canal por las laderas, salva el arroyo de las Dehesas por un acueducto, pasa por debajo de la línea férrea del norte y gira siguiendo paralelo a la misma hasta llegar al depósito elevado del salto de Navallar. Desde este baja por la tubería de presión hacia la minicentral del Navallar situada junto al río Manzanares, donde las agua son turbinadas, para producir energía eléctrica.
Esta central fue modernizada en los años 1990-91, dotándola de una turbina Francis de eje horizontal, para un caudal de 4 m3/s y una altura de 93,5 m, con una potencia de 3.250 kW.
El canal vuelve a circular por el borde del río salvando el arroyo del Navallar por un pequeño pontón. Llega a la altura de la presa de El Grajal, pasando junto a la parte izquierda de su dique, poco antes de llegar a la carretera de Colmenar Viejo a Hoyo de Manzanares, que el canal salva pasando por debajo del puente por el que dicha carretera atraviesa el Manzanares.
El canal continua por la ladera izquierda del río, mientras este va descendiendo, hasta llegar al barranco del arroyo Navarrosillos, que el canal salvaba por un sifón con un tubo de 1.600 mm de diámetro, cuando el Canal de Isabel II se hizo cargo de la instalación, y que años después fue sustituido por dos tubos en paralelo. Pasado este, el canal continua un pequeño tramo por la ladera y luego atraviesa un túnel y al poco de volver a la ladera llega a la almenara del canal Industrial. Desde este punto parte un canal que se dirige a la antigua central de la Marmota donde el agua que no se enviaba a consumo, y que era la mayor parte, se turbinaba, enviándola al cauce del Manzanares. Desde que el Canal de Isabel II se hizo cargo de las instalaciones, esta central quedó fuera de uso, dado que se dejó de verter agua al río.
La rama que ha quedado en uso y que se duplicó tendiendo un segundo canal en paralelo con el original, para aumentar su caudal, se va separando del río, continuando por las laderas, y pasando por varios pequeños acueductos, en paralelo, en los arroyos, pues cada línea tiene el suyo, hasta llegar al barranco de Valdegodinos que salva por un sifón de dos tubos de palastro hormigonado y centrifugado de 1.250 mm de diámetro. Pasado el sifón, de nuevo circula el canal por un tramo faldeando por las laderas hasta volver a entrar en un nuevo sifón: el sifón de Tejada, por el que salva el valle de este arroyo. Es más largo, 4,8 km, y con el mismo tipo de tubos que el anterior. Termina este sifón, rebasada por el sur la antigua fábrica de microprocesadores y enfrente de la estación de Tres Cantos, que queda al otro lado de la autovía. A la salida de cada rama del sifón existen sendas conexiones (Los Tubos y Tres Cantos) que permiten el vertido por gravedad del caudal conducido al Canal Alto.
Desde este punto el canal de Santillana vuelve a ser una conducción simple, aunque ampliada por las obras de 1.965, hasta Valdelatas. Sigue su trazado paralelo a la autovía salvando las zonas bajas con los sifones de las Jarillas y de El Goloso, ambos con 1 tubo de 1.250 mm de diámetro. Continua hacia el sur dejando a la derecha el depósito de El Goloso, alcanzando el depósito de Valdelatas, un poco más de 1 km antes de cruzar sobre el canal Bajo, que pasa en túnel por esa zona. En Valdelatas es posible introducir agua desde el Canal Alto, que circula en dirección paralela, mediante una elevación. Desde este depósito el canal de Santillana ya transcurre en sifón, con una longitud de 5,9 km por una tubería de 1.250 mm de diámetro y otra de 900 mm, cruza la M-40 y continua paralelo a las vías del tren hasta llegar al depósito de El Olivar, en Fuencarral, desde donde comenzaba la antigua red de Santillana. Desde aquí, actualmente, un enlace puede conducir el agua hasta el cuarto depósito (Plaza de Castilla) del Canal de Isabel II.